# 고시지정 (이시카와현)
고시지정(越路町)은 이시카와현 가시마군에 존재했던 정이다. 현재의 나카노토정에 해당한다.

## 역사
- 1889년 4월 1일 - 정촌제 시행에 의해 가시마군 고시지촌이 성립하였다.
- 1942년 1월 1일 - 정으로 승격해 고시지정이 되었다.
- 1955년 1월 1일 - 다키오촌, 구에촌, 미오야촌과 합병해 가시마정이 성립하였다.

## 교통

### 철도
- 일본국유철도
  - 나나오선

### 도로
- 2급국도 159호 나나미 가나자와선(현 국도 제159호선)